# ニコラ・パヴァリーニ
ニコラ・パヴァリーニ（Nicola Pavarini ,1974年2月24日- ）は、イタリア・ブレシア出身の元サッカー選手。現役時代のポジションはGK。

## 経歴
ブレシア・カルチョにてデビューするが、大半をレンタル生活で過ごす。2001年夏、セリエC2のアチレアーレへ移籍。2003年、セリエBのリヴォルノへ移籍する。
2004年、レッジーナへ移籍するがベンチ生活が続く。出場機会を求めて2007年夏にパルマFCへ移籍。ルカ・ブッチ退団後、正GKとしてクラブのセリエA昇格に貢献した。
2014年5月18日、このシーズンをもって現役から引退することを表明した。

## 所属クラブ
- ブレシア・カルチョ 1995-2001
  - →USクレマペルゴ1932 (loan) 1995-1996
  - →ASグアルド・カルチョ(loan) 1999-2000
  - →ACチェゼーナ(loan) 2001
- ACアチレアーレ 2001-2003
- ASリヴォルノ・カルチョ 2003-2004
- レッジーナ・カルチョ 2004-2007
  - →USレッチェ(loan) 2007
- パルマFC 2007-2014